# Wenzel Babinsky

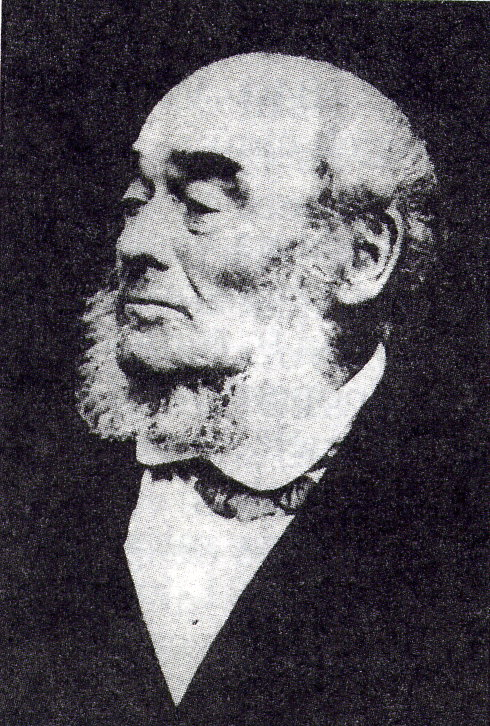
Zeitgenössische Fotografie Václav Babinskýs nach der Entlassung aus dem Gefängnis 1861

Wenzel Babinsky (auch Josef Schmid, Anton Müller, tschechisch Václav Babinský) (* 20. August 1796 in Pokratitz bei Leitmeritz als Wenzl Babinsky; † 1. August 1879 in Řepy bei Prag) war ein böhmischer Räuber. Sein Leben und seine Taten wurden in vielen populären tschechischen und deutschböhmischen Romanen und Liedern des späten 19. und beginnenden 20. Jahrhunderts beschrieben.

## Leben
Seine Eltern waren der Tagelöhner Wenzl Babisky und Katharina geb. Hermann. Ob er eine Schulbildung besaß, ist ungeklärt. 1816 trat er den Militärdienst an, wurde aber wegen einer (vorgetäuschten) psychischen Krankheit und Bedrohung anderer Soldaten in das psychiatrische Militärkrankenhaus in Prag eingewiesen. Nach der Entlassung 1824 zog er als Landstreicher und Dieb durch das nördliche Böhmen. 1825 und 1829 wurde er verhaftet, die Anklage wegen Diebstahls wurde jedoch fallen gelassen.
1830 organisierte er eine kleine Bande von Wegelagerern, zu deren Mitgliedern auch seine Geliebte Apolena Hoffmann zählte.
Am 19. Januar 1832 kam es aufgrund einer Panne zu einer erneuten Festnahme. Bei einer Kontrolle im Dorf Hühnerwasser fiel dem dortigen Dorfschulzen der gefälschte Pass des Räuberhauptmanns auf, noch dazu fielen seiner Geliebten zwei geladene Pistolen aus dem Rock. Apolena Hoffmann gelang die Flucht, während Babinský inhaftiert wurde. Vier Monate später konnte er aus dem Gefängnis in Prag entkommen. Nach der Flucht ließ er sich in der Gegend von Oberkamnitz nieder. Hier beging er sein größtes nachgewiesenes Verbrechen, als er im Wald bei Hasel bei einem Raubüberfall am 4. Juli 1833 den Webereifaktor Johann Gottfried Blumberg aus Hirschfelde ermordete. Vor der eingeleiteten Fahndung flüchtete er nach Łódź in Kongresspolen.
1835 besuchte Babinský unvorsichtigerweise unter dem Pseudonym Anton Müller seine Heimatstadt Leitmeritz. Er wurde gefangen genommen und zusammen mit seiner Geliebten und vier weiteren Bandenmitgliedern vor dem Kriminalgericht in Prag wegen zwölf Verbrechen, darunter drei Raubmorden, angeklagt. Da er als Organisator der Überfälle meist im Hintergrund blieb, von den Zeugen daher nicht immer identifiziert wurde und zudem seine Taten stets abstritt, konnten ihm allerdings nur sechs nachgewiesen werden. Am 1. Dezember 1840 wurde er zu 20 Jahren schwerer Zuchthausstrafe verurteilt. Apolena Hoffmann bekam 12 Jahre ebenfalls schweres Zuchthaus, starb jedoch 15 Tage nach der Urteilsverkündung an Blutsturz. Sie wurde 41 Jahre alt.
Babinský wurde am 10. Juni 1841 als Häftling Nummer 1042 in die Festung Spielberg bei Brünn, deren Kasematten für die gefährlichsten Verbrecher der Habsburgermonarchie bestimmt waren, eingeliefert. Er war als ruhiger Gefangener bekannt, der stets einen Rosenkranz bei sich trug und betete. Dadurch gewann er das Vertrauen des Kaplans und später auch der Gefängnisleitung. Er durfte Kranke betreuen und erhielt dadurch zahlreiche Vergünstigungen. 1855 wurde das Gefängnis in Spielberg aufgelöst und der Häftling nach Kartouze bei Jičín verlegt. Hier gewann er das Vertrauen der barmherzigen Schwestern des Borromäerordens, die sich der Betreuung der Inhaftierten widmeten. Nach seiner Entlassung 1861 stellten sie den 65-jährigen als Gärtner im Frauengefängnis in Řepy ein, wo er bis zu seinem Tod 1879 blieb.

## Nachgewiesene Verbrechen

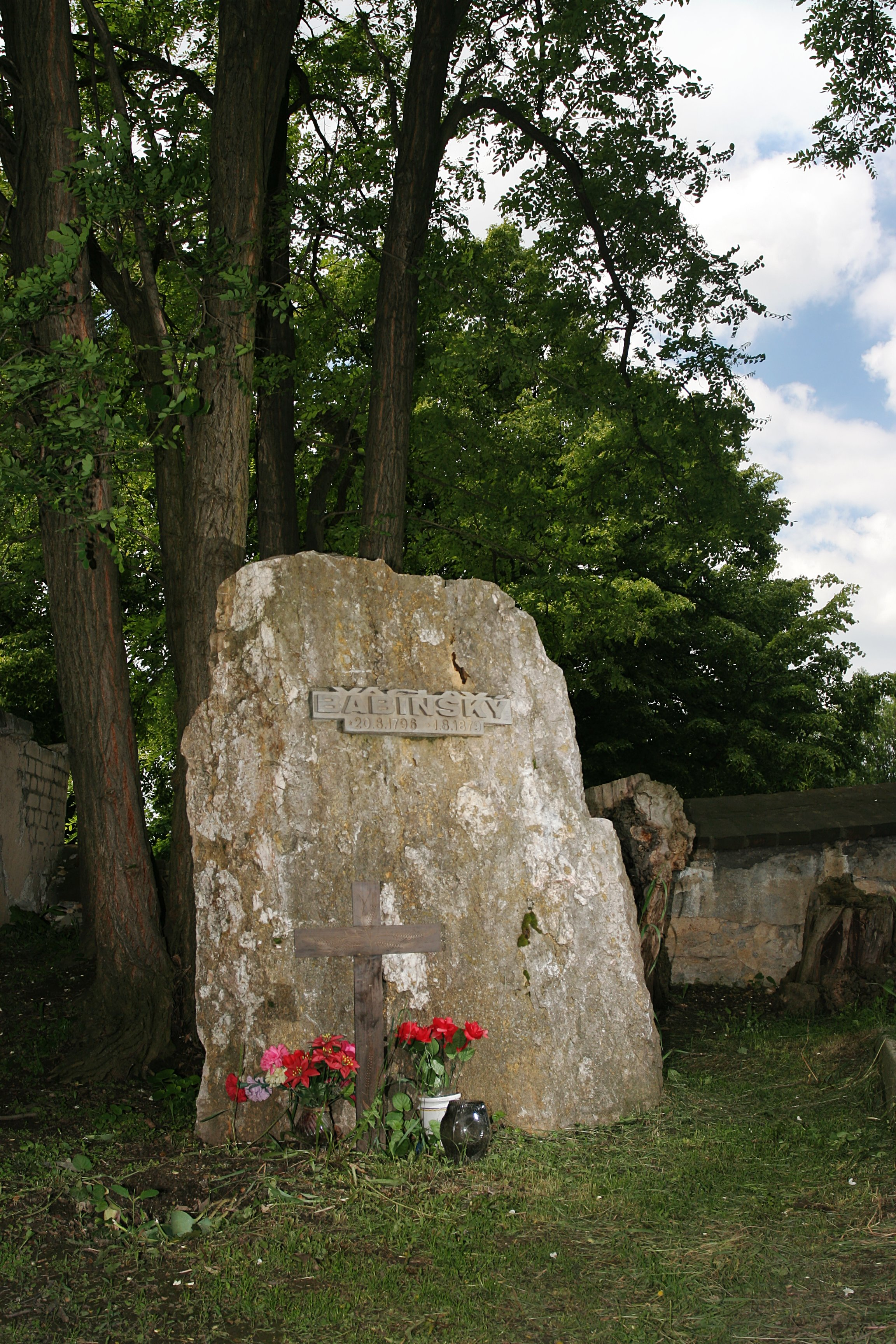
Das Grab Babinskýs in Řepy bei Prag

- Am 24. März 1830 überfiel Babinský mit vier Kumpanen das Haus des Müllers Anton Heine. Die Räuber fesselten ihn und seine Haushälterin und stahlen 500 preußische Taler. Heine starb danach an einem Herzschlag.
- In der Nacht auf den 1. Mai 1830 stieg er mit einer siebenköpfigen Bande in das Haus des Jan Paul in Lysá nad Labem ein. Pauls Frau wurde niedergeschlagen, Paul selbst sollte ans Bett gefesselt werden. Durch einen Luftzug ging jedoch den Räubern das Licht aus, Paul konnte flüchten und im Dorf Hilfe holen, die jedoch zu spät kam. Die geringe Ausbeute des Überfalls bestand in Bekleidung im Wert von 15 Goldstücken.
- In der Nacht des 15. Januar 1831 brach die Bande in das Haus des Fährmanns Jan Krejza in Brozany ein, um dessen Ersparnisse zum Kauf einer Gastwirtschaft zu rauben. Sie stahlen 2.500 Goldstücke und Loscoupons im Wert von 380 Goldstücken.
- Bei der Inhaftierung am 19. Januar 1832 in Hühnerwasser benutzte Babinský einen gefälschten Pass auf den Namen Josef Schmid, ausgestellt durch einen korrupten Kanzleischreiber der Stadt Vrchnov. Außerdem erfolgte eine Verurteilung wegen Widerstandes gegen die Staatsgewalt, da er bei der Festnahme den Dorfschulzen in den Daumen biss und zwei Gehilfen verletzte.
- In der Nacht zum 4. Juli 1833 hat Babinský im Wald bei Oberkamnitz den Faktor Johann Gottfried Blumberg mit acht Messerstichen tödlich verletzt, ihm 200 Taler und einige Ellen Stoff sowie Kaffee gestohlen.

## Rezeption
Obwohl seine Taten vergleichsweise wenig aufsehenerregend waren, wurde der Räuberhauptmann in der tschechischen Spätromantik zu einer Berühmtheit und entgegen den Ergebnissen der Gerichtsermittlungen zu einem Beschützer der Armen gegen die Obrigkeit stilisiert, der nie einen Mord begangen habe. Der „Nachruhm“ begann bereits zu seinen Lebzeiten: Bereits 1860–61 schrieb der Prager Jahrmarktsänger František Hais ein populäres Bänkellied mit dem Titel „Babinský žije“ (Babinsky lebt), und 1862, ein Jahr nach seiner Entlassung aus dem Gefängnis, erschien der Heftroman „Babinský, vůdce loupežníků v českých zemích“ (Babinsky, Führer der Räuber in den böhmischen Ländern). In der Folgezeit entstanden zahlreiche weitere Lieder, romantische Erzählungen und Sensationsromane.
1915 verwendete Gustav Meyrink die Figur (als Babinski) in seinem Roman Der Golem.
1926 wurde Babinský zur Hauptfigur in einem gleichnamigen Stummfilm von V. Ch. (Vladimir Chinkulov) Vladimírov.
1927 ist Babinský eine der Hauptfiguren in der Oper Schwanda, der Dudelsackpfeifer (Švanda dudák), von Jaromír Weinberger; Text von Miloš Kareš. Egon Erwin Kisch nahm Babinský 1931 in seine kriminalistische Sammlung Käsebier und Fridericus Rex, Aus dem Prager Pitaval auf.
An der Pustý zámek genannten Felsklippe zwischen Česká Kamenice und Líska erinnert ein Denkmal an die Mordtat von 1833 an dem Webereifaktor Blumberg. Der nach 1946 umgeworfene Gedenkstein wurde 1998 wiederhergestellt.